# Mátthêu Nguyễn Văn Đắc
Mátthêu Nguyễn Văn Đắc còn gọi là Phượng là một trùm họ, thầy lang tử vì đạo dưới triều vua Tự Đức, được Giáo hội Công giáo Rôma phong Hiển Thánh vào năm 1988.
Ông sinh năm 1808 tại làng Kẻ Lái, Lý Nhơn, nay là xã Hải Phú, huyện Bố Trạch, tỉnh Quảng Bình, thuộc Giáo phận Hà Tĩnh, có cha là cai đội. Tên ông là Đắc, còn Phượng là tên con cả. Mồ côi từ bé, 12 tuổi, ông học nghề thuốc rồi theo giúp linh mục Nguyễn Thời Điểm. Ông làm trùm họ Sáo Bùn, lo giúp đỡ những người đau ốm, đón linh mục xức dầu và mang Mình Thánh cho người hấp hối, dạy giáo lý cho dự tòng hay rửa tội cho trẻ em trong trường hợp khẩn cấp. Trong thời kỳ cấm cách, ông đón linh mục Đoạn Trinh Hoan về trú ngụ. Do có người chỉ điểm, quan quân vây xét nhà ông. Linh mục Hoan thoát được ra ngoài, ông bị bắt tra khảo nhưng không khai. Binh lính lục soát thì tìm thấy sách nguyện, đồ lễ và đồ thờ phượng, cha con ông bị đánh rồi giải về tỉnh Quảng Bình. Bị giam hơn 4 tháng, nhiều lần quan tra khảo, dụ dỗ bỏ đạo nhưng ông không chịu. Ngày 26 tháng 5 năm 1861, ông bị xử trảm tại pháp trường Cửa Thành Quảng Bình. Thi thể an táng tại họ Mỹ Hương. Hiện nay, hài cốt được lưu giữ tại dòng Carmelo,Tổng giáo phận Huế.